# Rimburg (Duitsland)
Rimburg is een plaats en voormalige gemeente in de Duitse bondsstaat Noordrijn-Westfalen. Sinds 1927 is het een Ortsteil van de gemeente Übach-Palenberg.
Rimburg ligt in het Wormdal op de rechter (oostelijke) oever van de Worm, die hier de grens vormt met Nederland. Aan de overzijde van de rivier ligt de gelijknamige Nederlandse plaats.

## Geschiedenis
Toen in 1815 de Worm de grens werd tussen Nederland en Pruisen werd het Pruisische deel van Rimburg een gemeente in het Groothertogdom Beneden-Rijn. Na de Eerste Wereldoorlog werd het groothertogdom opgeheven en werd de gemeente onderdeel van de Rijnprovincie. In 1927 werd de gemeente opgeheven en onderdeel van de gemeente Merkstein. 
In 1949 werd het gebied, inclusief het kasteel Rimburg, geannexeerd door Nederland en onderdeel van de gemeente Ubach over Worms. Dit duurde tot het gebied in 1963 werd teruggegeven aan Duitsland.
Gevolge het Aachen-Gesetz werd de gemeente Merkstein op 1 januari 1972 opgeheven. Merkstein zelf werd opgenomen in de gemeente Herzogenrath,  maar het noordelijke deel van de voormalige gemeente Rimburg werd opgenomen in de gemeente Übach-Palenberg, waar het een Ortsteil van werd.

## Bezienswaardigheden
- Kasteel Rimburg
- Rimburgermolen

Boscheln · Frelenberg · Holthausen · Marienberg · Palenberg · Rimburg · Scherpenseel · Siepenbusch · Stegh · Übach · Windhausen · Zweibrüggen

Kreis Heinsberg · Regierungsbezirk Keulen · Noordrijn-Westfalen